# Chazé-sur-Argos

Chazé-sur-Argos este o comună în departamentul Maine-et-Loire, Franța. În 2009 avea o populație de 1,016 de locuitori.